# تأمین آب

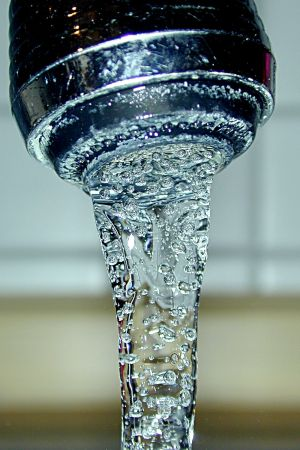
آب خروجی از شیر آب که توسط لوله‌کشی تأمین شده‌است.

تأمین آب (انگلیسی: Water supply) به ارائه آب جهت رفع نیاز مصارف شرب، کشاورزی یا صنعتی، توسط نهادهای عمومی و دولتی مانند شهرداری‌ها، شرکت‌های تجاری، سازمان‌های دولتی یا افراد اطلاق می‌شود. تأمین آب معمولاً از طریق یک سیستم متشکل از پمپ و لوله که شبکه تأمین آب نام دارد، انجام می‌گیرد.

## نیاز به آب سالم
هر یک از مصارف شرب، کشاورزی و صنعتی به مقدار و کیفیت مشخصی از آب نیازمند است. در این میان آب مورد نیاز جهت شرب باید دارای استانداردهایی عاری از آلودگی‌های مختلف تلقی شود. در سال ۲۰۱۵ میلادی ۷۱ درصد جمعیت جهان (۵٫۲ میلیارد نفر) به نوعی به شبکه انتقال آب سالم دسترسی داشته‌اند. با این وجود همچنان آب شرب حدود ۲ میلیارد نفر از ساکنان زمین دارای آلودگی‌های مدفوعی است. استفاده از آب‌های آلوده زمینه را جهت انتشار بیماری‌های مختلف فراهم خواهد ساخت. از این رو تأمین آب به خصوص جهت تأمین آب شرب نیازمند مراحل جمع‌آوری، تصفیه و انتقال مناسب آب می‌باشد.

## منابع تأمین آب

نقشه جهانی درصد جمعیتی که از آب آشامیدنی با مدیریت ایمن استفاده می‌کنند. "خدمات آب آشامیدنی با مدیریت ایمن" به عنوان خدماتی در محل تعریف می‌شود که فاقد آلودگی بوده و در صورت لزوم در دسترس باشد.

## تلمبه کردن و ذخیره‌سازی

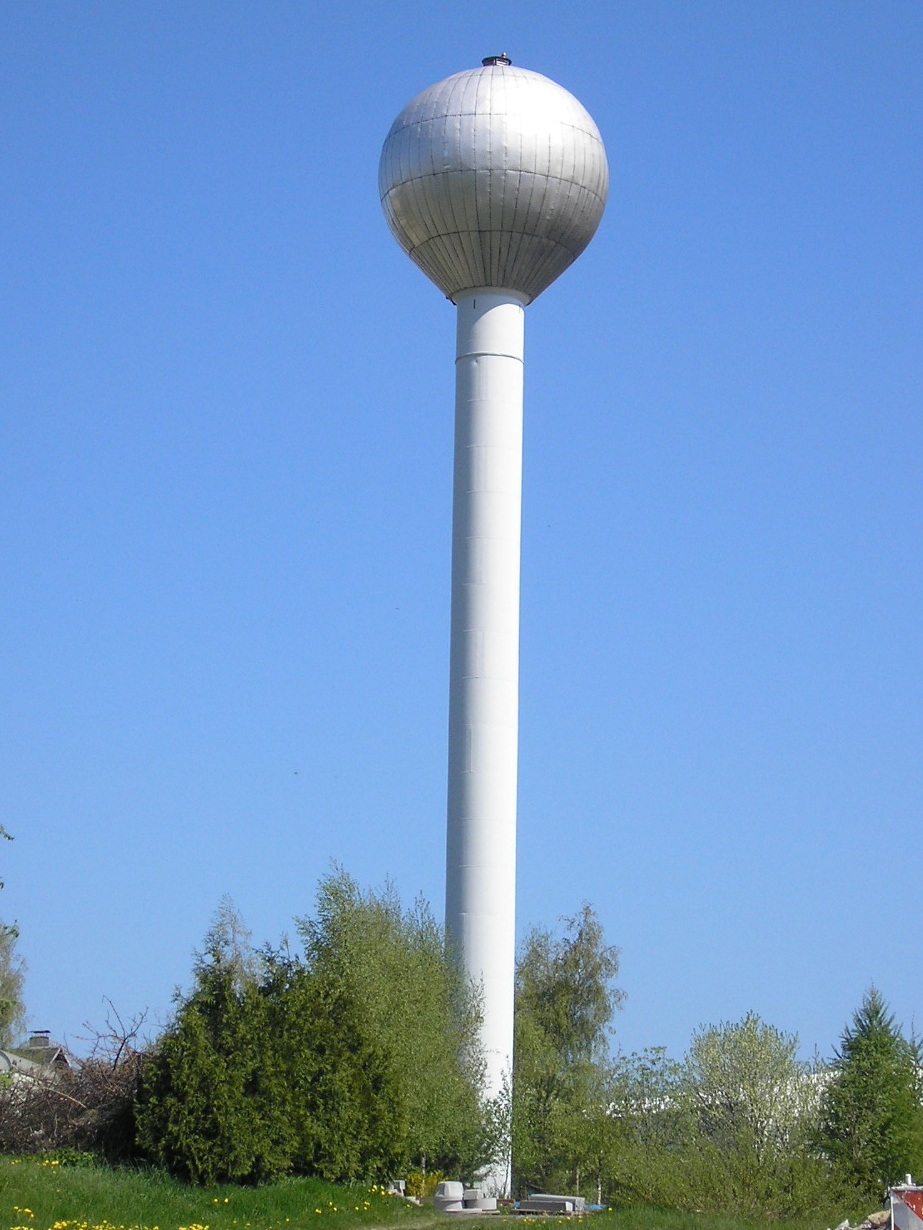
منبع ذخیره آب بر روی برج